# 建设路 (郑州)
建设路是河南省郑州市一条呈东西走向的城市主干道，东起金水河桥，西至须水。嵩山路以东称建设东路，以西称建设西路。

## 历史
建设路最早为郑州通往洛阳的公路的一部分，郑洛公路从郑州西关起，路经碧沙岗，往西穿过三官庙大街，沿宋庄北隅入小京水、须水，过荥阳、巩义，直至洛阳东门。中华人民共和国成立后，郑州西郊被确定为工业区。为配合西郊城市建设，1953年起，对此路进行修筑。1954年，医学院至前进路段建成为泥结碎石浇柏油路面，初称西十里铺纱厂交通道，后定名为建设路。1955年向西延伸至秦岭路，为泥结碎石路面，1957年加浇柏油。1958年，建设路继续向西延伸至贾鲁河桥，同年东端金水河桥至医学院段竣工。1959年，顺嵩山路至伏牛路段的郑洛老沟南沿新筑9米宽沥青路，并运土2.5万立方米将老沟填平顺直，建成26米宽的街心花坛。1971年4月，街心花坛被拆除，并将路面扩宽成44米，该段建设路成为当时郑州最宽的一条道路。
秦岭路以西路段原称郑上路，2002年郑州市地名办公室根据“一路一名”的要求，将该段路改称建设西路。

## 主要交汇道路
道路顺序由西往东排列，粗体字为主干道
- 西四环路
- 长椿路
- 富民路
- 凯旋路
- 西三环路
- 华山路
- 秦岭路
- 伏牛路
- 前进路
- 桐柏南路
- 文化宫路
- 工人路
- 百花路
- 嵩山路
- 河医广场立交桥（与金水路、大学北路、棉纺路及解放路立交桥互通）
- 京广北路、沿河路